# The Stab
The Stab è un gruppo musicale italiano punk '77 e oi!, formato a Bologna nel 1988 da alcuni membri dei Nabat e dei Rude Pravo. È una band fortemente influenzata dai Clash.

## Formazione

### Formazione attuale
- Romano – voce e chitarra
- Gaber – basso
- Toppi – batteria

### Formazione 1988/2000
- Romano – voce e chitarra
- Abbondante – basso
- UiUi – batteria

## Discografia

### Album in studio
- 1992 – The Stab LP
- 1994 – Nessun Ribelle
- 2005 – Punk 77 The Stab Discography
- 2016 – ...Non  Verremo Spazzati Via!

### Demo
- 1990 – The Stab demotape

### EP
- 1991 – Punk '77

### Compilation
- 1992 – Oi! Siamo ancora qui!!
- 1994 – Oi! Against Silvio CD

### Steno and the Stab
- 1994 – Live alla Morara